# 久保太郎右衛門
久保 太郎右衛門（くぼ たろうえもん、延宝4年2月24日（1676年4月7日） - 正徳元年7月22日（1711年9月4日））は、江戸時代前期から中期の治水家。

## 経歴・人物
高松藩領讃岐国阿野郡萱原村の庄屋。宝永3年（1706年）、干害対策に綾川からの導水を計画し、高松藩主に直訴し投獄される。のちに釈放され、翌年の宝永4年（1707年）延長約14kmの萱原用水を完成させ灌漑に成功した。